# Monarchs de Manchester (LAH)
Pour les articles homonymes, voir Monarchs de Manchester (homonymie).

Logo des Monarchs de 2000 à 2014.

Les Monarchs de Manchester sont une équipe professionnelle de hockey sur glace ayant évolué dans la Ligue américaine de hockey de 2001 à 2015.

## Histoire
Les Monarchs ont joué leur premier match le 6 octobre 2001 contre les Lock Monsters de Lowell, partie perdue 3-6. Leur première victoire fut remportée une semaine plus tard, le 13 octobre contre les Admirals de Norfolk. 
Ils remportent la Coupe Calder en 2015 après avoir défait les Comets d'Utica 4 matchs à 1 en finale.
Pour la saison 2015-2016, les Monarchs déménagent à Ontario, en Californie, où ils adoptent le nom de Reign d'Ontario.

## Statistiques
| Saison    | PJ | V  | D  | N  | DP | DTB | BP  | BC  | Pts | Classement              | Séries éliminatoires                                                                                                  |
| --------- | -- | -- | -- | -- | -- | --- | --- | --- | --- | ----------------------- | --- |
| 2001-2002 | 80 | 38 | 28 | 11 | 3  | -   | 236 | 225 | 90  | 2e division nord        | 2-3 Wolf Pack de Hartford                                                                                             |
| 2002-2003 | 80 | 40 | 23 | 11 | 6  | -   | 254 | 209 | 97  | 2e division nord        | 0-3 Sound Tigers de Bridgeport                                                                                        |
| 2003-2004 | 80 | 40 | 28 | 7  | 5  | -   | 223 | 181 | 92  | 2e division atlantique  | 2-4 IceCats de Worcester                                                                                              |
| 2004-2005 | 80 | 51 | 21 | 4  | 4  | -   | 258 | 176 | 110 | 1er division atlantique | 2-4 Bruins de Providence                                                                                              |
| 2005-2006 | 80 | 43 | 30 | -  | 3  | 4   | 236 | 230 | 93  | 3e division atlantique  | 3-4 Wolf Pack de Hartford                                                                                             |
| 2006-2007 | 80 | 51 | 21 | -  | 7  | 1   | 242 | 182 | 110 | 1er division atlantique | 4-2 Sharks de Worcester 4-2 Bruins de Providence Bears de Hershey                                                     |
| 2007-2008 | 80 | 39 | 31 | -  | 5  | 5   | 240 | 228 | 88  | 4e division atlantique  | 0-4 Bruins de Providence                                                                                              |
| 2008-2009 | 80 | 37 | 35 | -  | 0  | 8   | 211 | 218 | 82  | 5e division atlantique  | Non qualifiés |
| 2009-2010 | 80 | 43 | 28 | -  | 3  | 6   | 213 | 200 | 95  | 3e division atlantique  | 4-0 Pirates de Portland 4-2 Sharks de Worcester 2-4 Bears de Hershey                                                  |
| 2010-2011 | 80 | 44 | 26 | -  | 4  | 6   | 255 | 209 | 98  | 2e division atlantique  | 3-4 Senators de Binghamton                                                                                            |
| 2011-2012 | 76 | 39 | 32 | -  | 2  | 3   | 207 | 208 | 83  | 2e division atlantique  | 1-3 Admirals de Norfolk                                                                                               |
| 2012-2013 | 76 | 37 | 32 | -  | 3  | 4   | 219 | 209 | 81  | 3e division atlantique  | 1-3 Falcons de Springfield                                                                                            |
| 2013-2014 | 76 | 48 | 19 | -  | 3  | 6   | 244 | 188 | 105 | 1er division Atlantique | 1-3 Admirals de Norfolk                                                                                               |
| 2014-2015 | 76 | 50 | 17 | -  | 6  | 3   | 241 | 176 | 109 | 1er division Atlantique | 3-2 Pirates de Portland 4-1 Penguins de WBS 4-0 Wolf Pack de Hartford 4-1 Comets d'Utica Champions de la Coupe Calder |

À partir de la saison 2005-2006, en cas de match nul à l'issue de la prolongation, la fusillade fait son apparition pour donner un vainqueur à la rencontre.

## Personnalités

### Entraîneurs
- Bruce Boudreau (2001-2005)
- Jim Hugues (2005-2006)
- Mark Morris (2006-2014)
- Mike Stothers (2014-2015)

## Records d'équipe

### En une saison
- Buts : 46 - Mike Cammalleri (2004-2005)
- Aides : 63 - Mike Cammalleri (2004-2005)
- Points : 109 - Mike Cammalleri (2004-2005)
- Minutes de pénalité : 322 - Joe Rullier (2004-2005)
- Buts par partie :1,93 - Adam Hauser (2004-2005)
- Pourcentage d'arrêts : 93,3 % - Adam Hauser (2004-2005)

### En carrière
- Buts : 85 - Noah Clarke
- Aides : 122 - Gabe Gauthier
- Points : 199 - Noah Clarke
- Minutes de pénalité : 844 - Joe Rullier
- Victoires de gardien :61 - Travis Scott
- Blanchissages : 15 - Adam Hauser
- Nombre de parties : 284 - Joe Rullier